# Ояма, Уго
У́гу Оя́ма (порт. Hugo Hoyama; 9 мая 1969, Сан-Бернарду-ду-Кампу, Бразилия) — бразильский спортсмен, игрок в настольный теннис. Экс-рекордсмен Бразилии по количеству золотых медалей, завоёванных на Панамериканских играх (10). Участник шести подряд летних Олимпийских игр (1992—2012).

## Спортивная биография

### Панамериканские игры
На Панамериканских играх Уго Ояма дебютировал в 1987 году в 18-летнем возрасте. Дебют молодого бразильского теннисиста оказался очень удачным. В парном разряде Ояма стал серебряным призёром, а в соревнованиях команд Уго завоевал свою первую золотую медаль. Панамериканские игры 1991 и 1995 годов прошли при полном доминировании Оямы. Бразильский теннисист на двух играх завоевал 6 золотых и 1 бронзовую медалей. В 1999 году на играх в Виннипеге Ояма завоевал только одну бронзовую медаль в соревнованиях команд. В 2003 году в Санто-Доминго Уго вновь поднялся на вернхнюю ступеньку игр, выиграв соревнования в парном разряде и завоевал свою восьмую золотую медаль Панамериканских игр.
В 2007 году на Панамериканских играх в бразильском Рио-де-Жанейро в командных соревнованиях Ояма завоевал золотую медаль, которая стала для бразильца 9-й и по этому показателю он обошёл пловца Густаво Борхеса, став самым титулованным бразильским спортсменом в истории Панамериканских игр. Спустя четыре года на играх в Гвадалахаре Уго вновь стал чемпионом в соревнованиях команд и довёл количество золотых медалей до десяти, но при этом в списке самых титулованных бразильских спортсменов его сумел обойти ещё один пловец Тиагу Перейра, на счету которого 12 золотых медалей.

### Летние Олимпийские игры
Уго Ояма принял участие в шести летних Олимпийских играх, пропустив лишь игры 1988 года в Сеуле, когда настольный теннис дебютировал в программе Игр. Несмотря на большое количество участий, Ояма не смог добиться каких-либо особых успехов на играх. Лучшим результатом в карьере бразильского теннисиста стал выход в 1/8 финала на играх 1996 года в Атланте, где Уго уступил чешскому спортсмену Петру Корбелу.
1 марта 2012 года Уго Ояма вошёл в пятёрку лучших на отборочных соревнованиях в Латинской Америке и завоевал олимпийскую лицензию для участия в летних Олимпийских играх 2012 года, которые стали для Оямы уже шестыми и по этому показателю он сравнялся со знаменитым бразильским яхтсеном Торбеном Граэлем. На олимпийском турнире Ояма провёл всего один поединок, уступив в упорном 7-ми сетовом поединке поляку Ван Цзэнъи.